# Awash (Stadt)
Awash (አዋሽ Awaš) ist eine Stadt in der äthiopischen Region Afar.

## Geografie
Awash liegt am namensgebenden Fluss Awash nahe dem Awash-Nationalpark.
Der äthiopischen Zentralen Statistikagentur zufolge hatte Awash im Jahr 2005 11.053 Einwohner.

## Verkehr

### Straßenverkehr
Awash liegt an der Straße zwischen Addis Abeba und Dschibuti.

### Schienenverkehr
Durch Awash verlief die alte meterspurige Bahnstrecke Dschibuti–Addis Abeba. Hier ereignete sich in der Nähe der Stadt am Nachmittag des 13. Januar 1985 ein schwerer Eisenbahnunfall, bei dem 428 Menschen starben, als ein Zug von der Awash-Brücke stürzte. Dies war wohl der schwerste Eisenbahnunfall in der Geschichte Afrikas. 
2006 wurde der Betrieb der Bahn wegen technischer Mängel eingestellt. Das rund 100 Jahre alte Empfangsgebäude des Bahnhofs von Awash fungiert heute als preiswertes Hotel und Restaurant.
2016 wurde die neue, nun normalspurige Bahnstrecke Addis Abeba–Dschibuti eröffnet, an der Awash wieder einen Bahnhof erhielt. Gebaut wird an einer weiteren Strecke, die von Awash aus in nordöstlicher Richtung abzweigt, der Bahnstrecke Awash–Hara Gebeya. Sie soll 2018 eröffnet werden.

## Wirtschaft
Wirtschaftlich lebt Awash vom Handel, hat aber auch eine Dromedarzucht mit Export in den arabischen Raum.

## Kultur
Die Stadt ist vorwiegend islamisch geprägt, verfügt aber auch über eine ältere äthiopisch-orthodoxe Kirche.